# 丁利民
丁利民（1979年4月—），男，汉族，曾任上海市政府新闻办副主任、湖北省委副秘书长。现任最高人民检察院办公厅副厅长级秘书。

## 简介
应勇长期官方秘书。